# Pelochrista umbraculana
Pelochrista umbraculana es una especie de polilla perteneciente al género Pelochrista, categorizada en la tribu Eucosmini, de la subfamilia Olethreutinae.

## Distribución
Se distribuye por Rusia.

## Taxonomía
Fue descrita por Eversmann en 1844 y publicada por primera vez en Fauna Lepid. Volgo-Ural. : 519.